# Creu de terme (Bellaguarda)
La Creu de terme és una obra del municipi de Bellaguarda (Garrigues) inclosa en l'Inventari del Patrimoni Arquitectònic de Catalunya.

## Descripció
A la plaça, al costat esquerre de l'església, hi ha aquesta creu de terme, feta de pedra local massissa. S'aixeca damunt de dos graons quadrats. Té una petita base hexagonal que sosté el fust també de sis cares llis i amb un capitell superior quadrangular. Aquest té les seves cares bombades i amb decoració de tipus vegetal amb fulles i bolets.
El remat del capitell és una base sobreposada de perfil convex amb motius esculpits sobre la qual enllaça directament la creu. Aquesta és llatina, amb els braços acabats en formes de flor de lis, unides formant un quadrat. Al centre del creuer hi ha l'anagrama de la pau.

## Història
El lloc que ara ocupa la plaça abans de la guerra civil (1936- 1939) era plena de cases; hom suposa que a conseqüència de la guerra aleshores es destruïren. És ja un cop finalitzat el període bèl·lic, que es neteja la zona i s'hi col·loca la creu.